# Sikorsky R-4
Sikorsky R-4 – amerykański śmigłowiec, który jako pierwszy został użyty bojowo przez USAAF i był pierwszym alianckim śmigłowcem produkowanym seryjnie i pierwszym śmigłowcem na świecie produkowanym masowo.

## Historia rozwoju

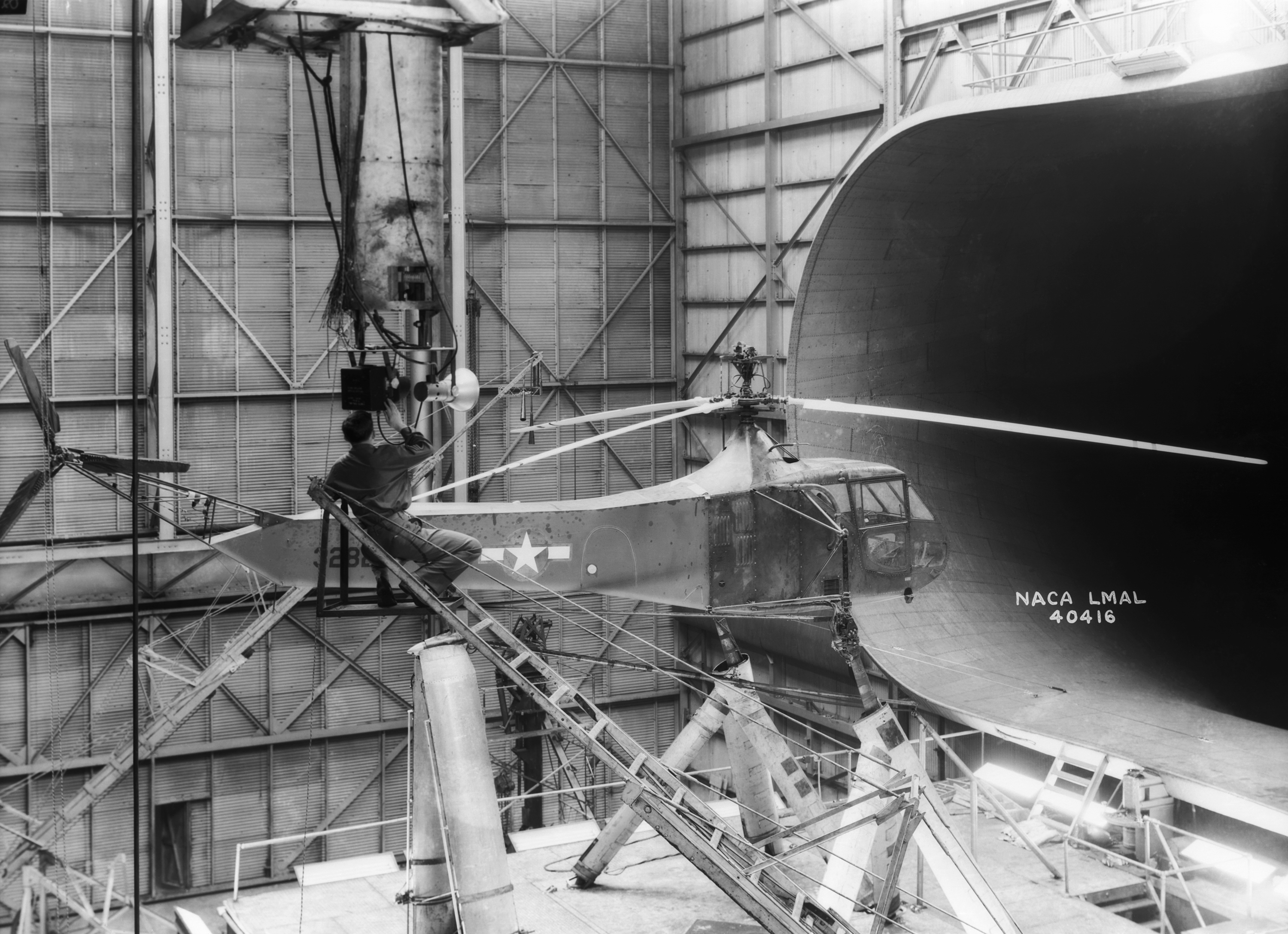
Sikorsky YR-4B/HNS-1 w tunelu aerodynamicznym

Jego pierwszy model nazwany XR-4 powstał na bazie eksperymentalnego 
VS-300 zaprojektowanego przez Igora Sikorskiego w 1940 roku. Pierwszy lot XR-4 odbył się 13 stycznia 1942 roku, po próbach USAAF zamówił 30 egzemplarzy śmigłowca w dwóch wersjach YR-4A (do testowania, 3 egzemplarze) i YR-4B (wersja użytkowa, 27 sztuk). Jeden YR-4B został wysłany do Birmy, jeden na Alaskę, a kilka sztuk zostało dostarczonych do US Navy, United States Coast Guard i Royal Navy.
Śmigłowce okazały się tak udane, że zamówiono dodatkowo 100 egzemplarzy modelu R-4B.

## Zastosowanie bojowe
Sikorsky R-4 był pierwszym alianckim śmigłowcem użytym bojowo. Stacjonujący w Birmie i należący do nowo powstałej grupy 1st Air Commando YR-4 23 kwietnia 1944 roku wziął udział w operacji uratowania pilota i trzech pasażerów samolotu Stinson L-1 Vigilant, który rozbił się na terenie nieprzyjaciela. R-4 był także pierwszym alianckim śmigłowcem, który wylądował na pokładzie okrętu – lotniskowca USS „Bunker Hill”.

## Wersje
- XR-4: prototyp, Model VS-316A, z dwuosobową załogą i zdwojonymi przyrządami do sterowania, napędzany silnikiem R-500-3. Później przebudowany do wariantu XR-4C.
- YR-4A: wariant z wirnikiem o większej średnicy i mocniejszym silnikiem R-550-1; zbudowano trzy egzemplarze.
- YR-4B: wariant ze zmianami konstrukcyjnymi wynikającymi z testów YR-4A; zbudowano 41 egzemplarzy.
- R-4B: wariant produkcyjny, z silnikiem R-550-3 o mocy 200 KM; zbudowano 20 egzemplarzy dla US Navy oraz 45 dla Royal Air Force.
- XR-4C: prototyp XR-4 wyposażony w mocniejszy silnik R-550-1 oraz wirnik o większej średnicy, pochodzący z YR-4A.
- HNS-1: oznaczenie US Navy nadane trzem egzemplarzom YR-4B oraz 22 egzemplarzom R-4B. Dwa z nich przekazano United States Coast Guard.
- Hoverfly I: brytyjskie oznaczenie śmigłowców R-4 eksploatowanych przez Royal Air Force i Royal Navy. Dostarczono 52 egzemplarze, jeden z nich przekazano Royal Canadian Air Force.